# Syncraternis
Syncraternis är ett släkte av fjärilar. Syncraternis ingår i familjen äkta malar.
Kladogram enligt Catalogue of Life:
| Syncraternis | \| \| Syncraternis anthestias \| \| \| \| \| \| Syncraternis phaeospila \| \| \| \| |
|              | \| \| Syncraternis anthestias \| \| \| \| \| \| Syncraternis phaeospila \| \| \| \| |
|              | Syncraternis anthestias                                                             |
|              |                                                                                     |
|              | Syncraternis phaeospila                                                             |
|              |                                                                                     |